# Fort van Samuel

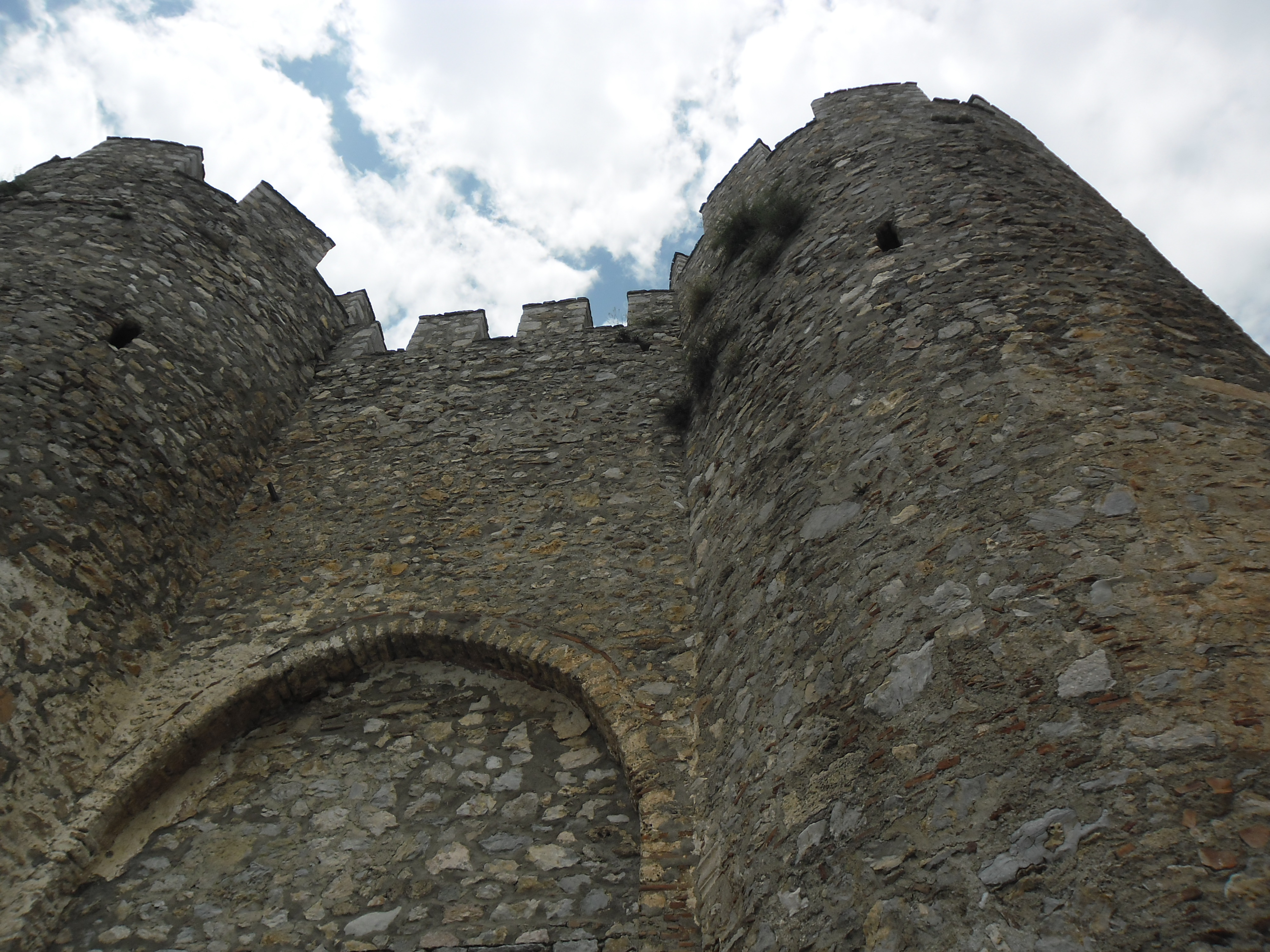
Poort van het fort

Het Fort van Samuel is een fort in het oude centrum van Ohrid, dat de hoofdstad was van het Eerste Bulgaarse Rijk gedurende de regeerperiode van Samuel van Bulgarije in de Middeleeuwen. Nu is het een historisch monument waar veel toeristen op af komen. De oude stadsmuur bestaat nog uit 18 torens en 4 poorten, in totaal is de muur 3 km lang en 16 meter hoog. In 2003 is het fort nog gerenoveerd.

## Foto's

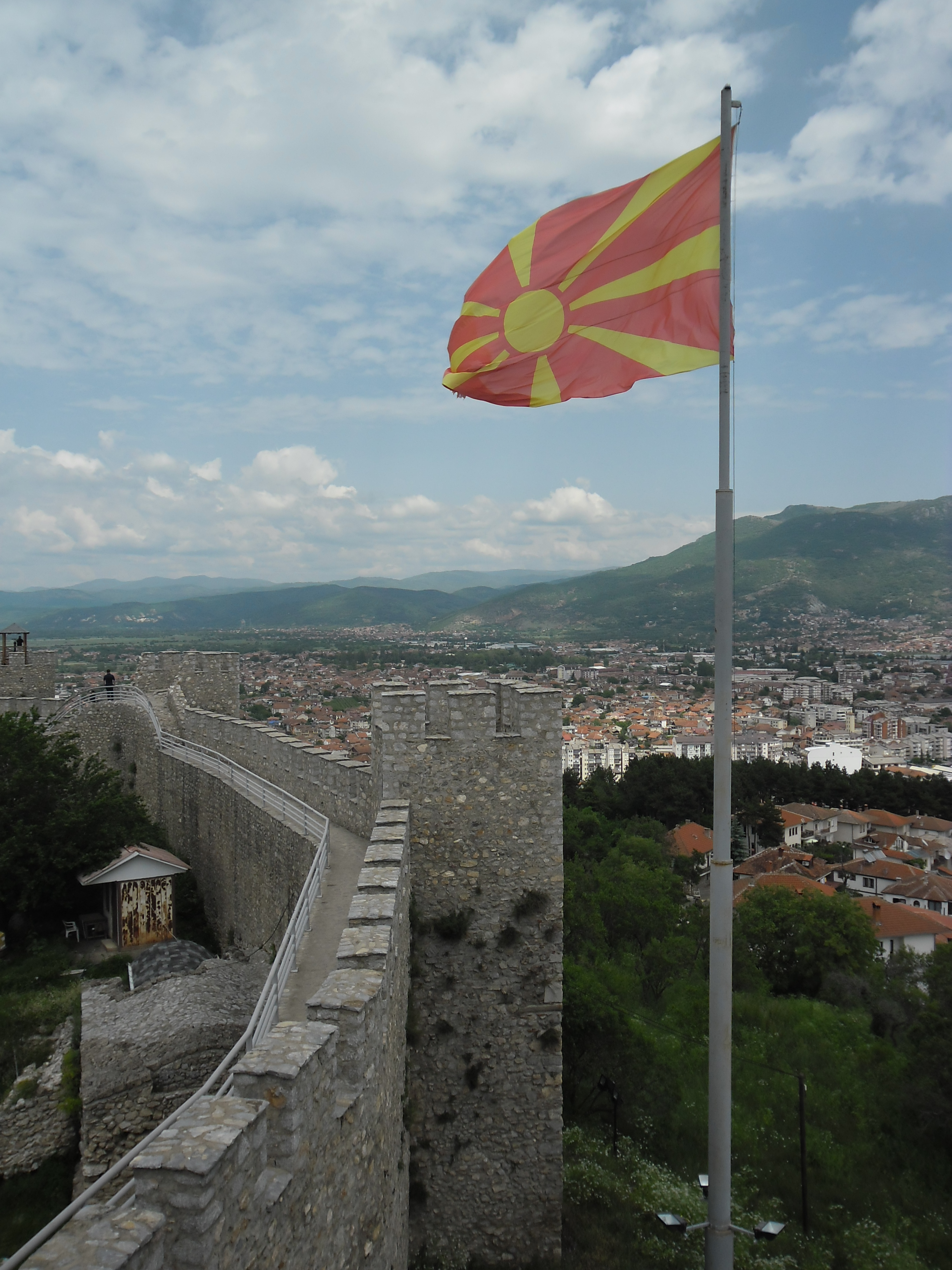
Macedonische vlag
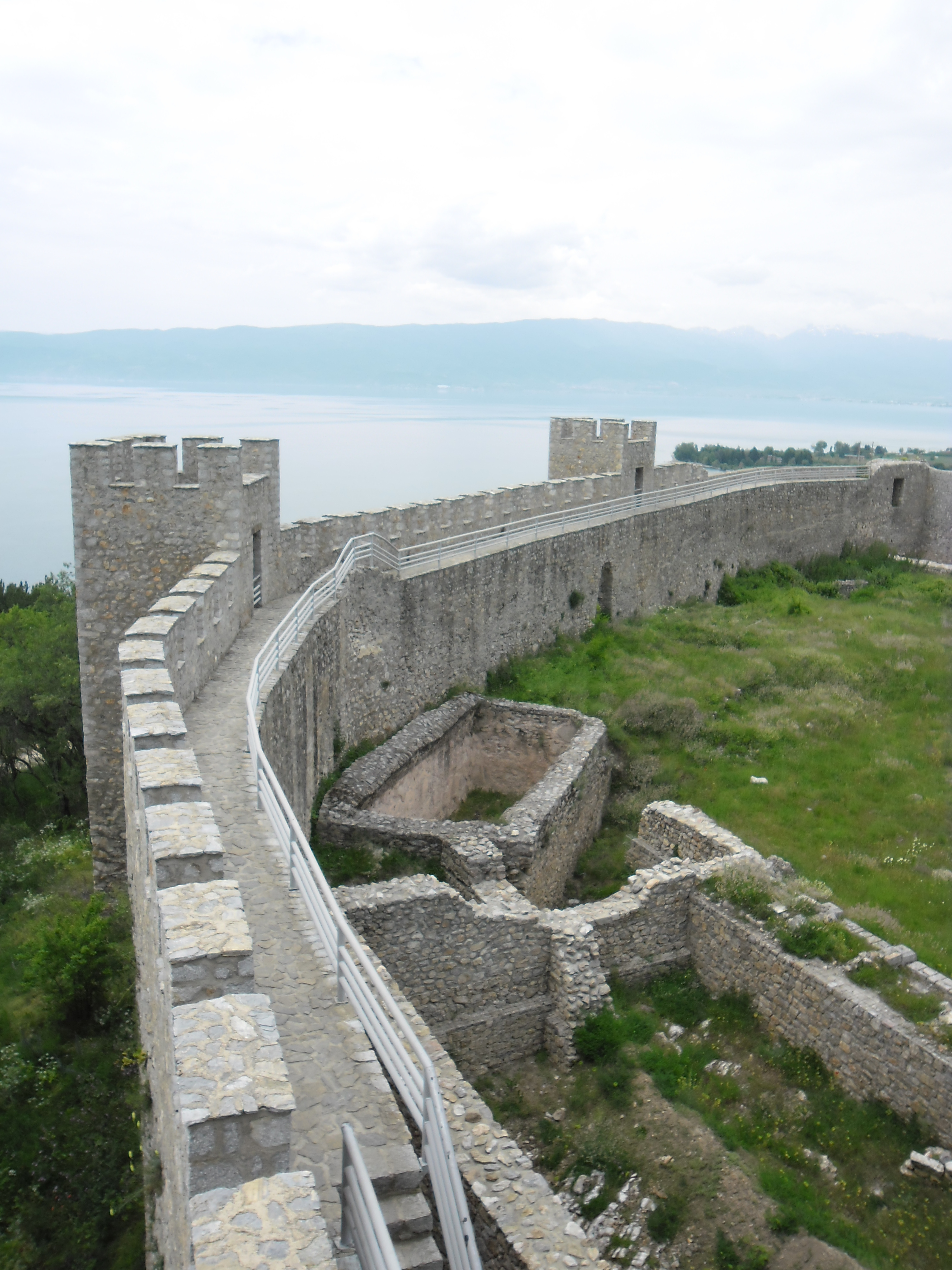
De stadsmuur
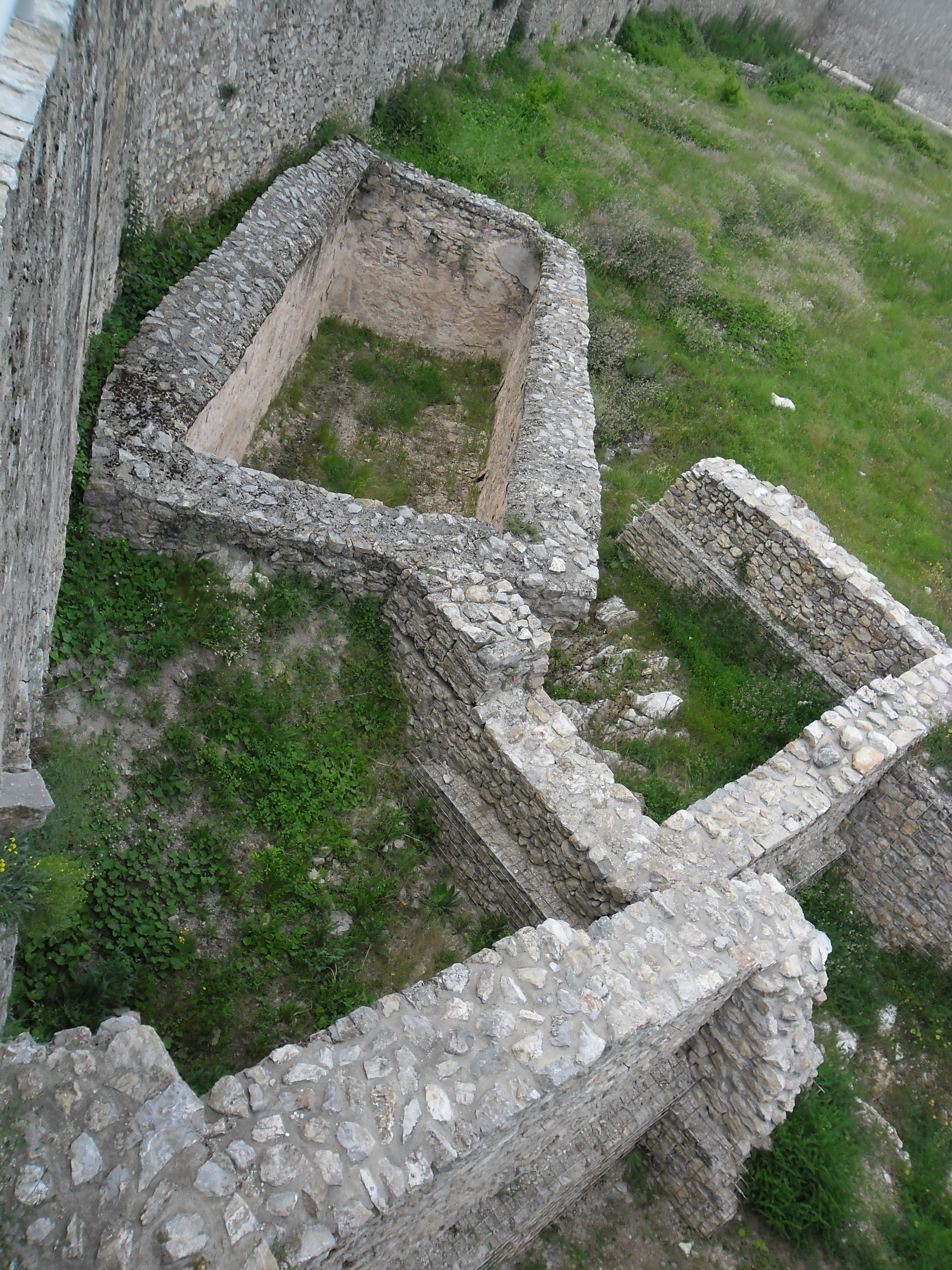
Binnen in het fort
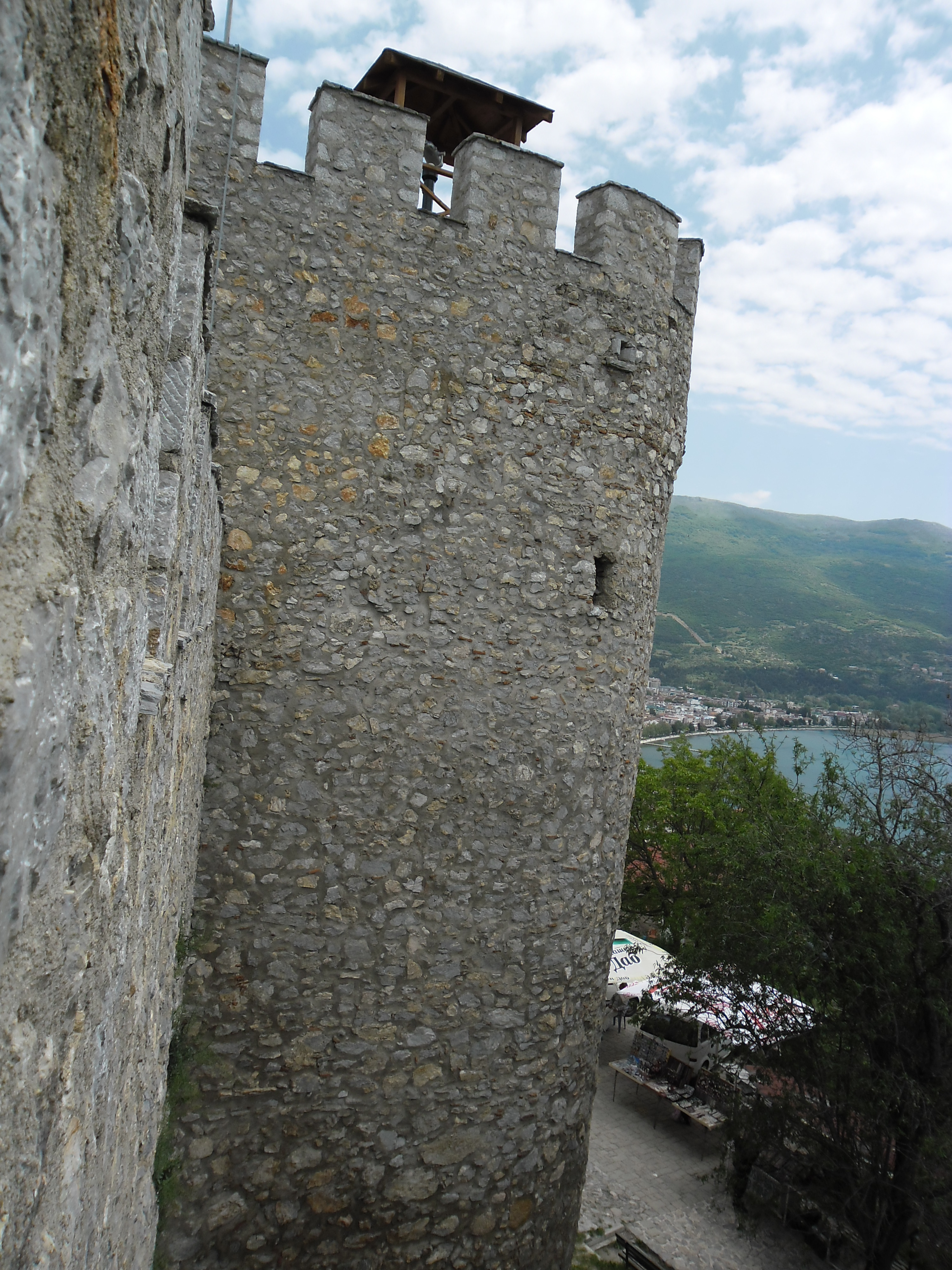
Toren van het fort
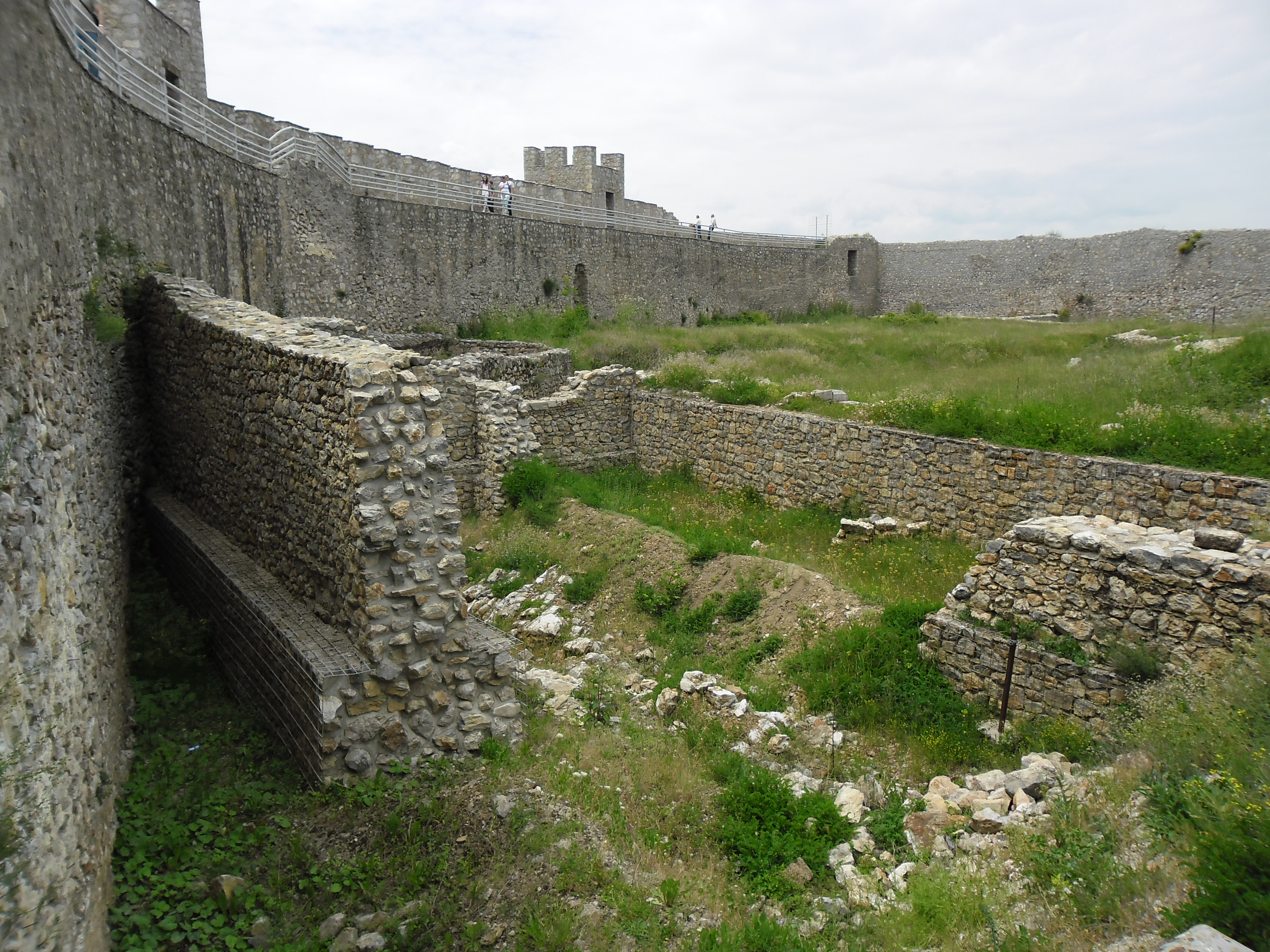
Binnenin het fort